# Paus Clemens II
Clemens II, geboren als Suidger van Morsleben (Duits: Suitger, Graf von Morsleben und Hornburg) (Morsleben, ca. 1005 – Pesaro, 9 oktober 1047) was voor zijn pontificaat als kapelaan verbonden aan het hof van keizer Hendrik III. Hij werd in 1040 bisschop van Bamberg en in 1046 gewijd tot paus. Hij werd mogelijk door aanhangers van paus Benedictus IX vergiftigd en werd begraven in de dom van de stad Bamberg.
Cursief: tegenpaus
- Catàleg d'autoritats de noms i títols de Catalunya: 981058519799006706
- CiNii: DA18292427
- Gemeinsame Normdatei: 118777335
- International Standard Name Identifier: 0000 0004 4467 3303
- Library of Congress Control Number: nr99036645
- Nationale Bibliotheek van Tsjechië: skuk0003421
- Nationale Bibliotheek van Israël: 987007364972605171
- Nederlandse Thesaurus van Auteursnamen: 071434534
- Réseau des bibliothèques de Suisse occidentale: 02-A012417067
- Système universitaire de documentation: 129171417
- Union List of Artist Names: 500355666
- Virtual International Authority File: 232186617